# تانج (شراب)
تانج (بالإنجليزية: Tang)‏ هو شراب تجاري جاهز بطعم الفاكهة، صُنِّع من قبل المؤسسة العامة للأغذية الغذاء من قبل عالم وليام أليكس ميتشل في العام 1957، تم تسويقه لأول مرة على شكل مسحوق في عام 1959. وتعود ملكية العلامة التجارية تانج إلى شركة مونديلز الدولية (Mondelez International).
في البدايات كانت مبيعات تانج محدودة حتى بدأت وكالة ناسا الفضائية باستخدامها على رحلة عطارد جون غلين وعلى بعثات جمناي اللاحقة. ومنذ ذلك الحين أرتبطت تانج بشكلٍ وثيق مع برنامج رحلات الفضاء البشرية المأهولة في الولايات المتحدة، مما أدى إلى الاعتقاد الخاطئ بأنه تم اخترع تانج لبرنامج الفضاء.

## تاريخياً
استخدم تانج في البدايات من قبل وكالة ناسا الفضائية لرحلات الفضاء المأهولة بالعام 1962، قام رائد الفضاء جون جلين بشربه في المدار، وكان يُستخدم أيضاً خلال بعض بعثات جمناي الجوية.
مخترع تانج، وليام أليكس ميتشل، اخترع أيضا بوب روكس (Pop Rocks)، كول ويب (Cool Whip)، والجيلي (Jell-O).

## الإصدرات
في عام 2007، قدمت شركة كرافت فودز عبوة جديدة من تانج, حيث تم استخدام المحليات الاصطناعية بديل لنصف كمية السكر الموجودة بالشراب الأصلي, المحليات الاصطناعية التي أُستخدمت هي السكرالوز أسيسلفام البوتاسيوم والنيوتام. العبوة الجديدة أكثر تركيزاً وأصغر حجماً،360 مل (348 غرام (12.3 أوقية).
عيار التحلية بالماء هو اثنان ونصف ملعقة صغيرة لكل 8 أونصات ماء(240 مل). غطاء العبوة البلاستيكي الجديد أصغر ويُستخدم كوحدة لقياس الكمية.
اعتباراً من شهر ديسمبر عام 2009، نسخة الـ(360 مل) من عبوة السعرات الحرارية الأقل من تانج أوقفت ولم تعد متاحة من شركة كرافت.
في عام 2009، ظهرت نسخة أخرى من تانج, يتم حل ملعقتي طعام في كأس ماء ليكون اجمالي الكربوهيدرات (السكر) بالمحلول 35 ملغ، و 0 غرام من البروتين. المكونات تشمل السكر وحمض الستريك (لمكافحة الحموضة المعدية)، وكمية أقل بـ 2٪ من: النكهة الطبيعية والاصطناعية، وحمض الاسكوربيك (فيتامين C)، مالتوديكسترين، فوسفات الكالسيوم (مانع للتكتل)، زنتان (يوفر الجسم) وحامض الصوديوم بيروفوسفات، لون اصطناعي الأصفر 5، الأصفر 6، BHA (للمساعدة في حماية النكهة).

## رابط الشركة
الرابط الإلكتروني لشركة تانج